# Исландия на зимних Олимпийских играх 2010
Исландия на зимних Олимпийских играх 2010 была представлена четырьмя спортсменами в горнолыжном спорте.

## Результаты соревнований

### Горнолыжный спорт
Мужчины
| Соревнование      | Спортсмены               | 1 спуск | 2 спуск | Результат | Место |
| ----------------- | ------------------------ | ------- | ------- | --------- | ----- |
| Супергигант       | Стефан Йон Сигургейрссон |         |         | 1:39,12   | 45    |
| Супергигант       | Арни Торвальдссон        |         |         | DNF       | —     |
| Гигантский слалом | Бьёргвин Бьёргвинссон    | 1:21,44 | 1:25,27 | 2:46,71   | 43    |
| Слалом            | Бьёргвин Бьёргвинссон    | DNF     | —       | —         | —     |
| Слалом            | Стефан Йон Сигургейрссон | DNF     | —       | —         | —     |

Женщины
| Соревнование | Спортсмены          | 1 спуск | 2 спуск | Всего | Место |
| ------------ | ------------------- | ------- | ------- | ----- | ----- |
| Супергигант  | Ирис Гудмундсдоттир |         |         | DNF   | —     |
| Слалом       | Ирис Гудмундсдоттир | DNF     | —       | —     | —     |